# De Avonturen van Taran
De Avonturen van Taran (originele titel The Chronicles of Prydain) is een vijfdelige fantasyserie voor kinderen geschreven door de Amerikaanse schrijver Lloyd Alexander. De boeken werden tussen 1960 en 1969 gepubliceerd. 
De serie verhaalt over het weesjongetje Taran dat bij de druïde Dallben inwoont. Hoewel hij slechts een eenvoudige jongen is, of liever, denkt te zijn, droomt Taran ervan een groot ridder te worden. In de volgende vijf boeken wordt beschreven hoe Taran in een tijdsspanne van slechts enkele jaren de ontwikkeling doormaakt van een eenvoudige varkenshoeder tot een groot strijder, die de Gehoornde Koning van het land Prydain verslaat. Taran krijgt hierbij de hulp van diverse personages, waaronder de minstreel Fflewddur Fflam, prinses Eilowyn en het mensachtige wezen Gurgi. 
De boekenserie viel meerdere malen in de prijzen. Het vijfde deel van de serie werd onderscheiden met de "Newbery Medal", de hoogste Amerikaanse onderscheiding voor een kinderboek, vergelijkbaar met de Gouden Griffel in Nederland. 
De boekenserie is geïnspireerd op de Welshe mythologie, en de Mabinogion in het bijzonder.

## Boeken
- 1964 - Het Boek van Drie
- 1965 - De Zwarte Ketel
- 1966 - Het Kasteel van Llyr
- 1967 - Taran's Zwerftocht (ook uitgegeven als Taran zwerver)
- 1968 - De Hoge Koning (ook uitgegeven als De Grote Koning)
- 1973 - De Vondeling en andere verhalen van Prydain

Het boek "The Foundling and Other Tales from Prydain" hoort ook tot de boekenserie en bevat een aantal losse verhalen over de inwoners van Prydain, die zich vóór de gebeurtenissen in de serie afspelen.

## Disney
In 1985 verwerkte Walt Disney de eerste twee delen van de serie in de tekenfilm Taran en de Toverketel. 